# Ib (mitologia)
 Ib , simbolitzat pel cor, era considerat una de les parts espirituals més importants de l'ésser humà, segons la mitologia egípcia.
Els egipcis van emprar dues paraules diferents per designar el cor:  ib  i  haty . Amb el terme  ib  se solen referir al cor com a òrgan que originava els sentiments, la seu del pensament, memòria, intel·ligència, consciència, imaginació, valor, força vital, el desig, etc. La paraula  haty  (ḥ3ty) solia utilitzar per indicar el cor en el seu aspecte físic. Com per a altres antigues cultures, el cor era la seu de les emocions, també del pensament intel·lectual, consciència i moralitat.
| F34 | Z1 |

| F34 | Z1 |

## Rellevància en el panteó egipci

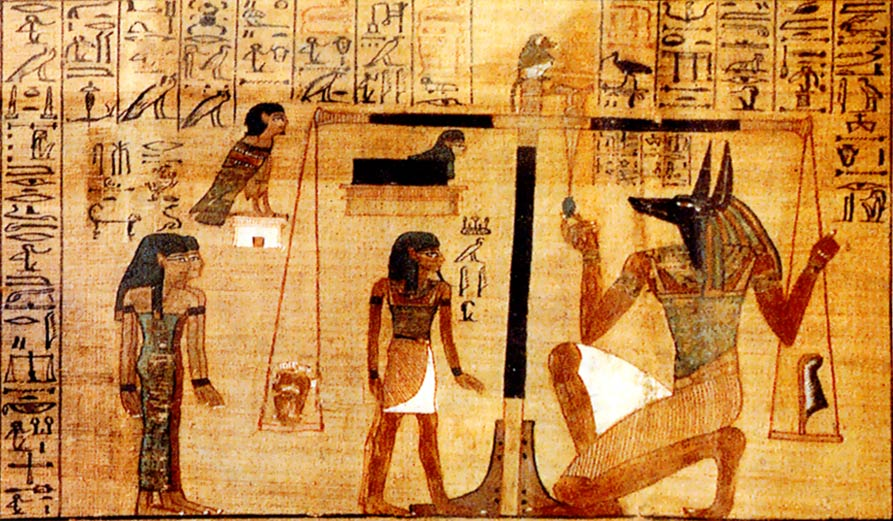
El judici d'Osiris del Llibre dels Morts.

L'escatologia egípcia suposava que el cor, després de la mort, era sotmès a la psicostasi: el ib, representat pel cor del difunt, era dipositat pels déus en el plat d'una balança i en l'altre estava situada la Maat, la Justícia i Harmonia universal, simbolitzada per una ploma d'estruç. En les mòmies egípcies, a la zona del cor, se solia posar un escarabeu, la representació de Jepri, l'escarabat símbol de la resurrecció, amb la inscripció: «No parlaràs contra el cor durant el judici d'Osiris». Per als antics egipcis, els components de l'esperit humà són:  Ib , Ka, Ba, Akh, Ren i Sheut.

## L'iben el llenguatge egipci
Entre els antics egipcis, la concepció animista del cor quedava expressada en frases quotidianes com:  aut-ib  «alegria» (literalment: amplitud de cor),  AQA-ib  «honrat» (de cor correcte),  uba- ib  «confiar en» (obrir el cor),  ua-ib  «insolent» (excés de cor),  UAH-ib  «capaç de fer» (deixar anar el cor),  Beten-ib  «insolent» (de cor desafiant),  hehy-en-ib  «ligent (de cor que cerca),  Jak-ib « alienat »(sense cor).